# 以斯拉·斯泰尔斯学院
以斯拉·斯泰尔斯学院（Ezra Stiles College）是耶鲁大学的12个住宿学院之一，位于Tower Parkway19号，毗邻摩尔斯学院，1961年由埃羅·沙裡寧兴建，1962年12月7日启用。 该学院得名于耶鲁大学校长以斯拉·斯泰尔斯。
以斯拉·斯泰尔斯学院与毗邻的摩尔斯学院同时建造，风格模仿中世纪意大利山城圣吉米尼亚诺的塔楼。 